# Горшок (стрижка)

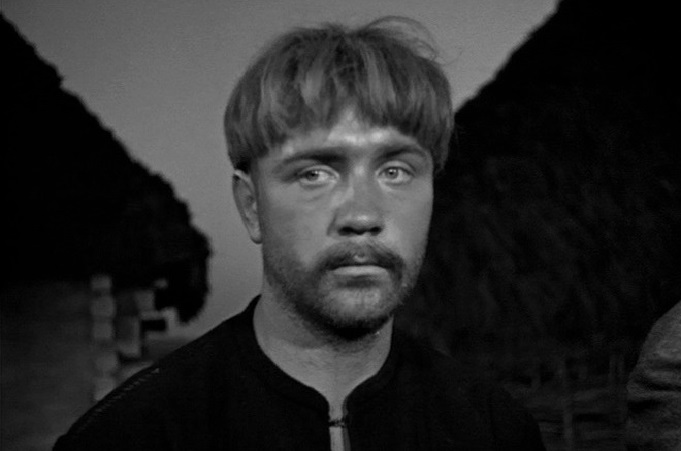
Леонид Куравлёв в роли Хомы Брута и с причёской-«горшок», кадр из фильма «Вий» 1967 г.

Горшок (под горшок, под кружок, в кружало, под скобку, в скобку, укр. під макітру) — мужская причёска характерной формы, получающаяся обрезанием волос по диаметру всей головы на одном уровне. В некоторых разновидностях волосы задней части головы оставляют длиннее. Эта причёска часто встречается у детей из-за простоты в уходе и малозатратности.
Название, видимо, связано с тем, что исторически для её получения на голову надевался настоящий керамический горшок (либо же плошка), и все торчавшие из под него волосы подстригались.

## История
Данная стрижка известна с глубочайшей древности. В частности, люди, постриженные таким образом, изображены на котле из Гундеструпа, датирующимся примерно I в. до н. э.
В Западной Европе всплеск популярности стрижки под горшок пришёлся на конец XIV-начало XV в. и связан с распространением шаперона в качестве головного убора. В Ирландии Средних веков и раннего Нового Времени простолюдины носили вариант «горшка» с длинными, зависающими надо лбом волосами чёлки. В частности, он зафиксирован на гравюре Альбрехта Дюрера, изображающих ирландских солдат-наёмников. Протестантское духовенство вплоть до конца XVII века стриглось под горшок.
Особой популярностью стрижка под горшок пользовалась в Восточной Европе, в частности, в России, но особенно на Украине, где к XIX веку эта стрижка полностью вытеснила традиционный чуб-оселедец на бритой голове, бытовавший у запорожских казаков. У русских под горшок стриглись прежде всего мальчики и юноши. Под горшок подстригались таким образом, чтобы волосы закрывали либо часть ушей, либо их полностью. Среди донских казаков стрижка под горшок бытовала широко, о чём, в частности, можно судить по портретам XVIII-го века. В Польше, помимо простонародья, стрижка под горшок также пользовалась популярностью среди шляхты, наряду с чубом.
Несколько видоизменённая стрижка под горшок стала фирменной чертой «битлов», и во время первого всплеска популярности группы причёска также стала известна по всему миру. Впервые под горшок Джона Леннона и Пола Маккартни подстриг один из их первых фанатов Юрген Фоллмер, когда в 1961 году они ездили в Париж, чтобы отметить день рождения Джона. Ренессанс в странах Запада стрижка пережила в 1980-1990-е годы, среди мальчиков. Уже в 2010-е годы, не в последнюю очередь благодаря влиянию K-pop, под горшок также стали стричься и юноши, и взрослые мужчины.
Причёска под горшок была распространена в некоторых старообрядческих согласиях, например, у брачных поморцев. Среди некоторых старообрядцев существовал вариант стрижки, в котором на темени волосы выстригались, образуя гуменцо (схожую причёску, под названием «тонзура» носило средневековое католическое духовенство). У сибирских староверов под горшок стригутся до сих пор.

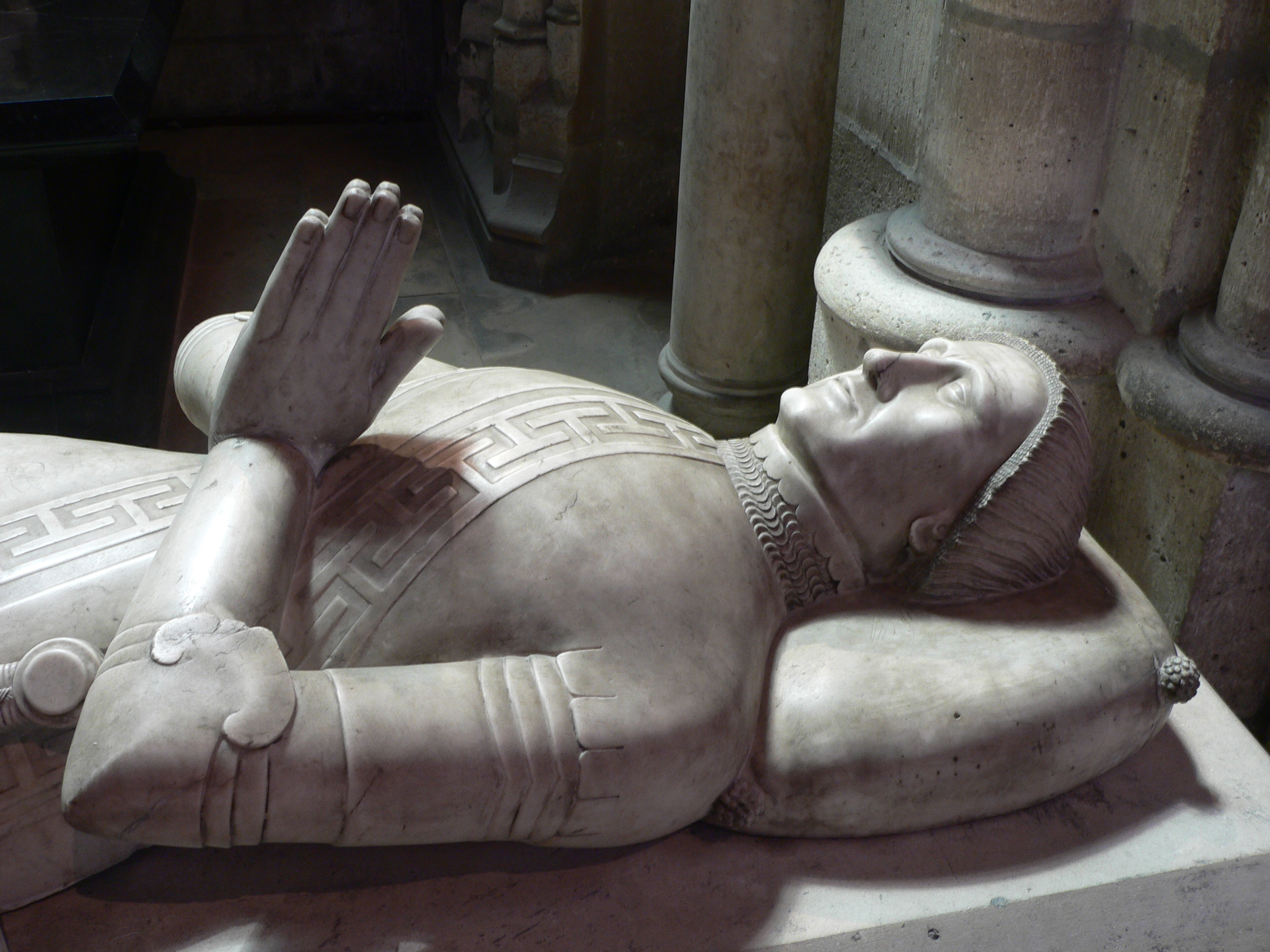
Эффигия коннетабля Франции Луи де Сансера (1342-1402), базилика Сен-Дени, Париж
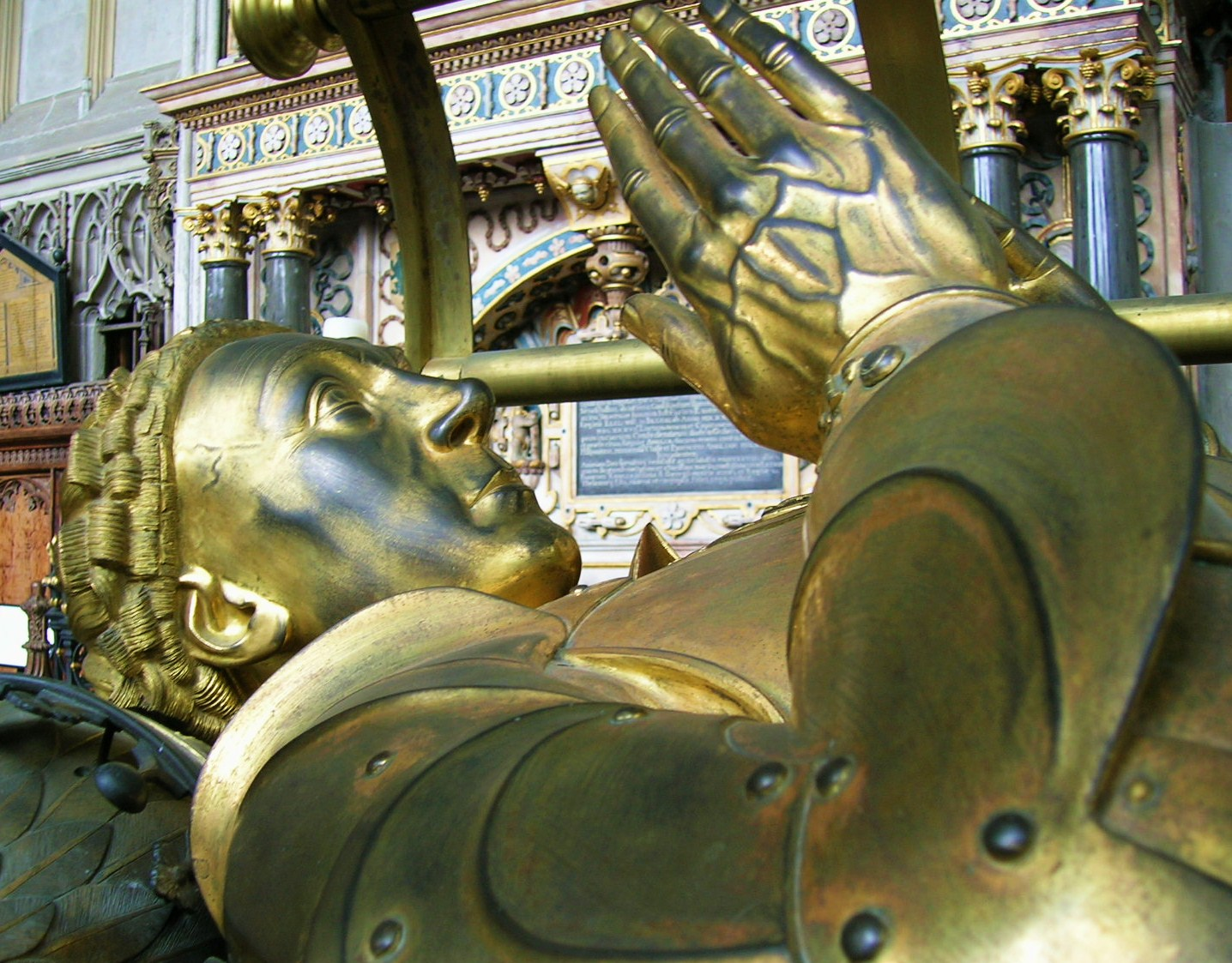
Эффигия Ричарда де Бошампа (1382-1439), 13-го графа Уорика, английского военачальника, Церковь Св. Марии, Уорик, Англия
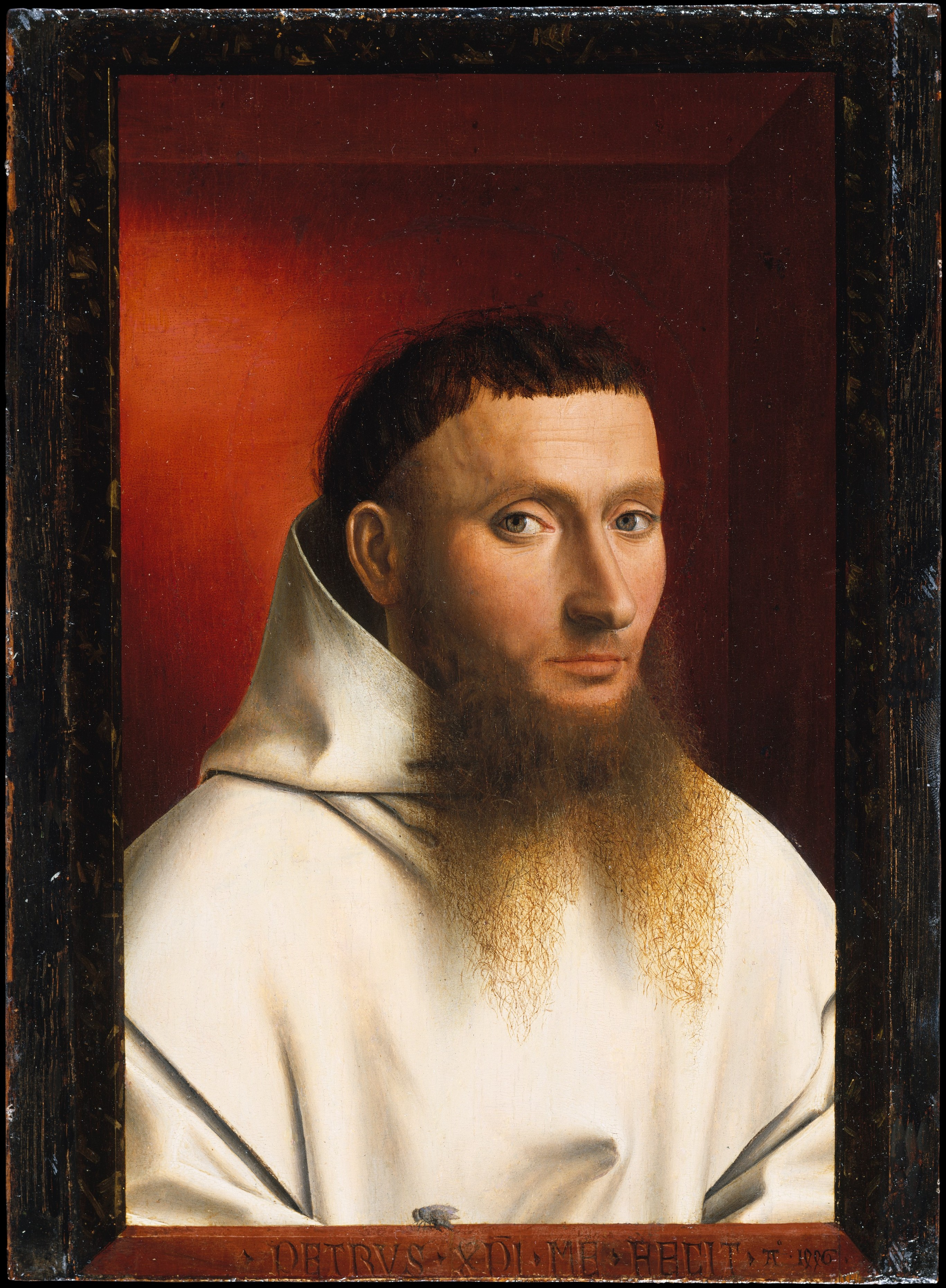
Портрет картузианца кисти Петруса Кристуса, 1446 г.
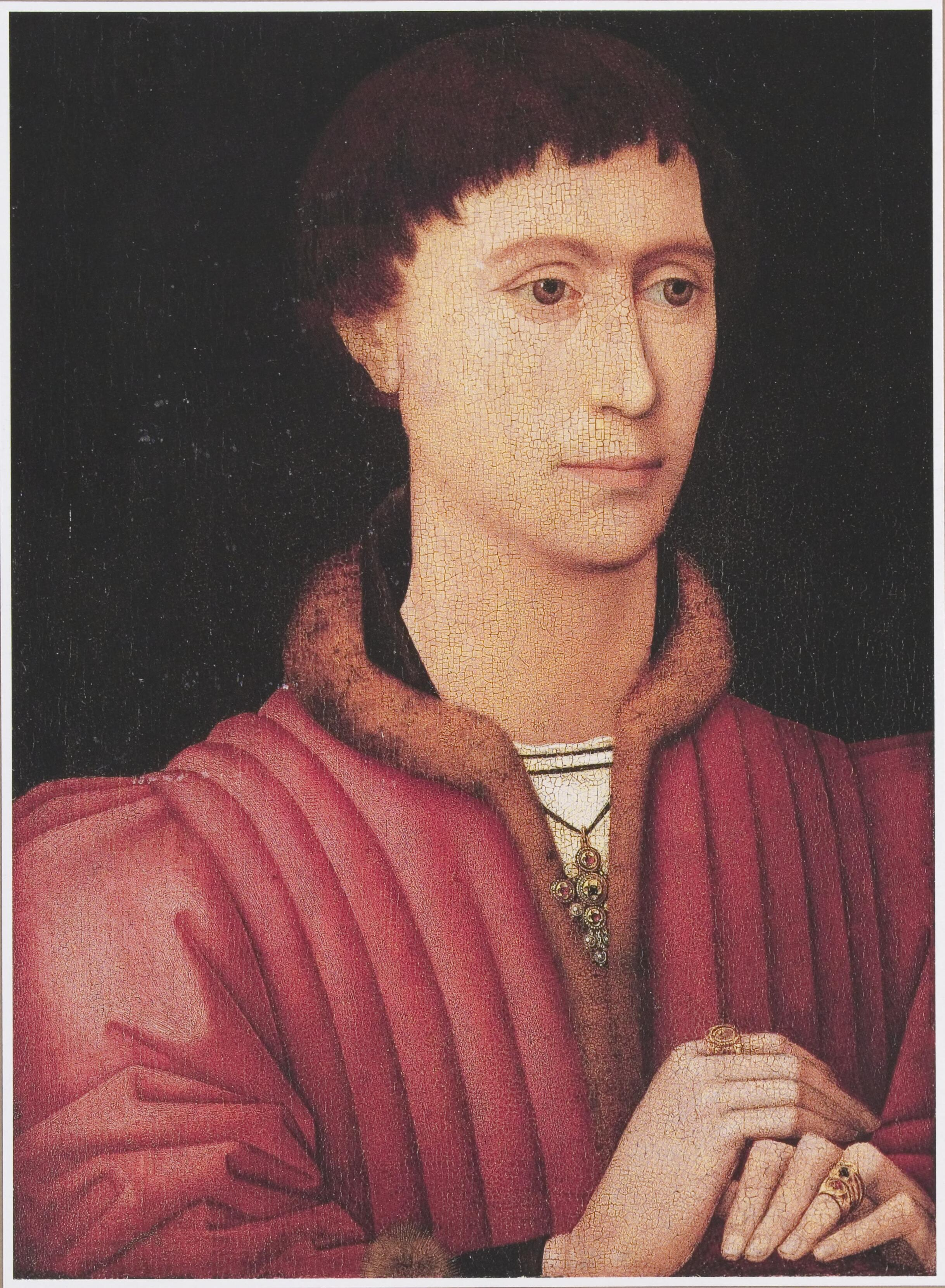
Рогир ван дер Вейден, мужской портрет, около 1450 г.
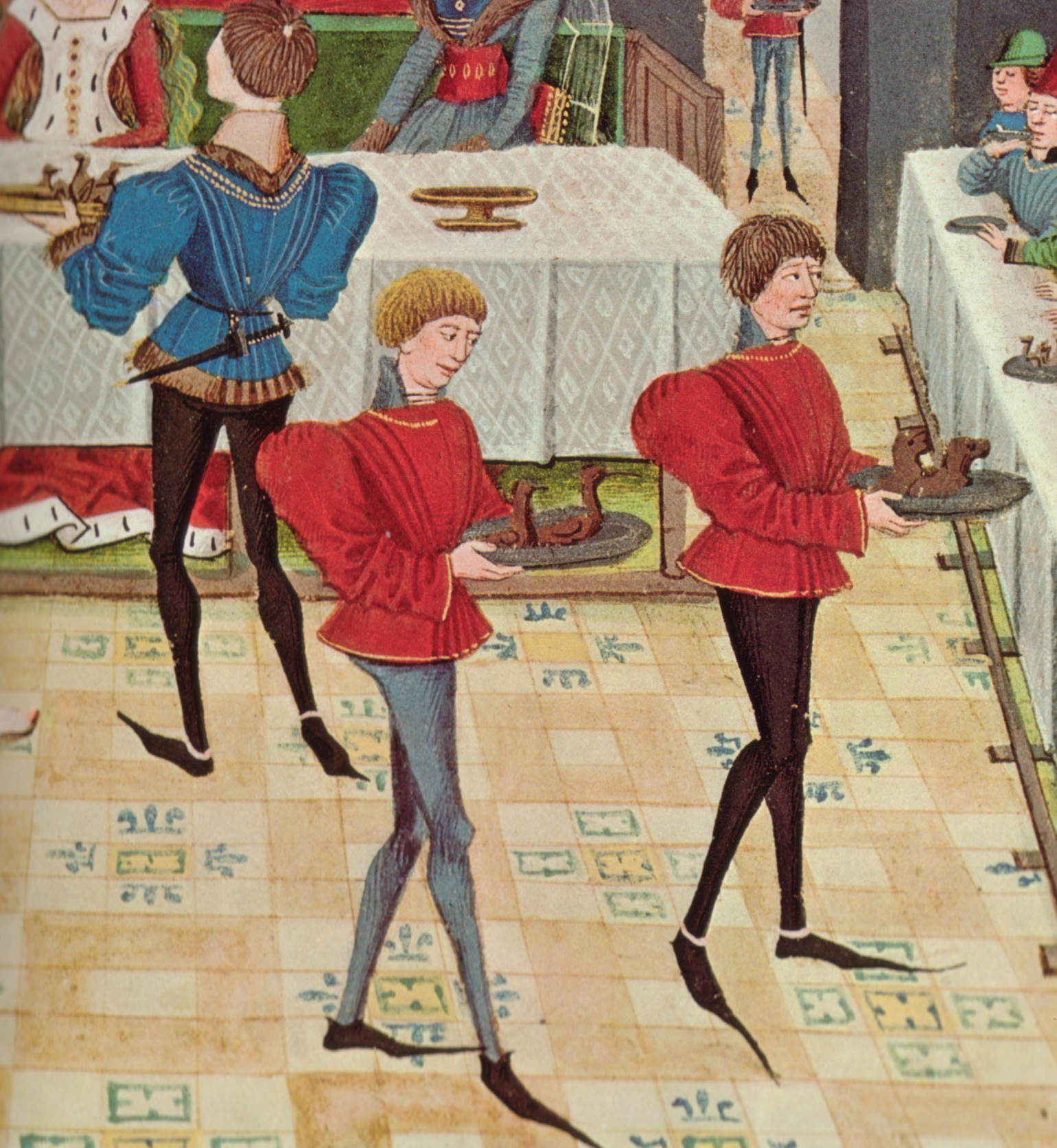
Слуги на пиру, фрагмент миниатюры-иллюстрации к роману «Рено де Монтабан», 1467-1469 гг.
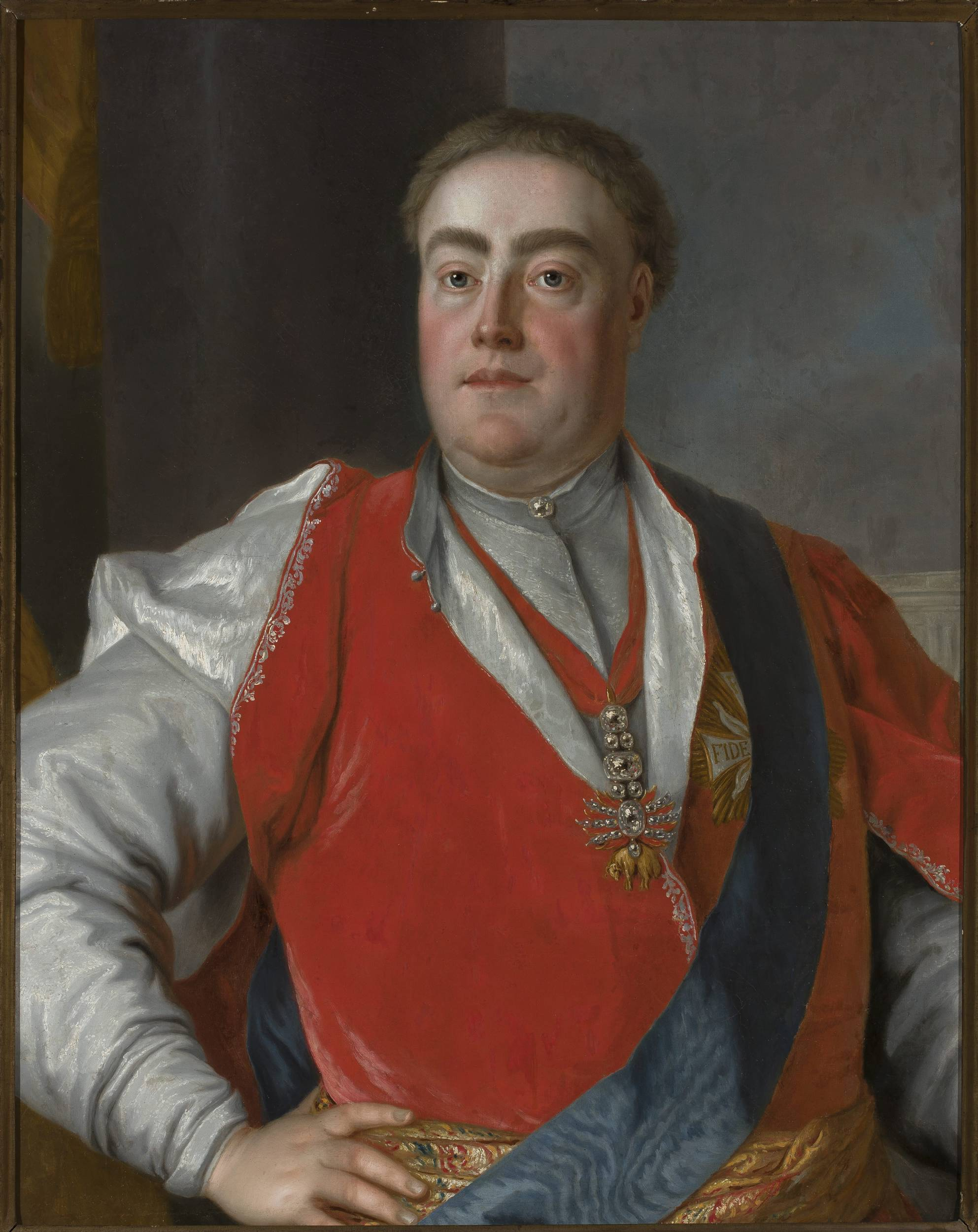
Фрагмент портрета короля Речи Посполитой Августа III кисти Луи де Сильвестра, 1737 год
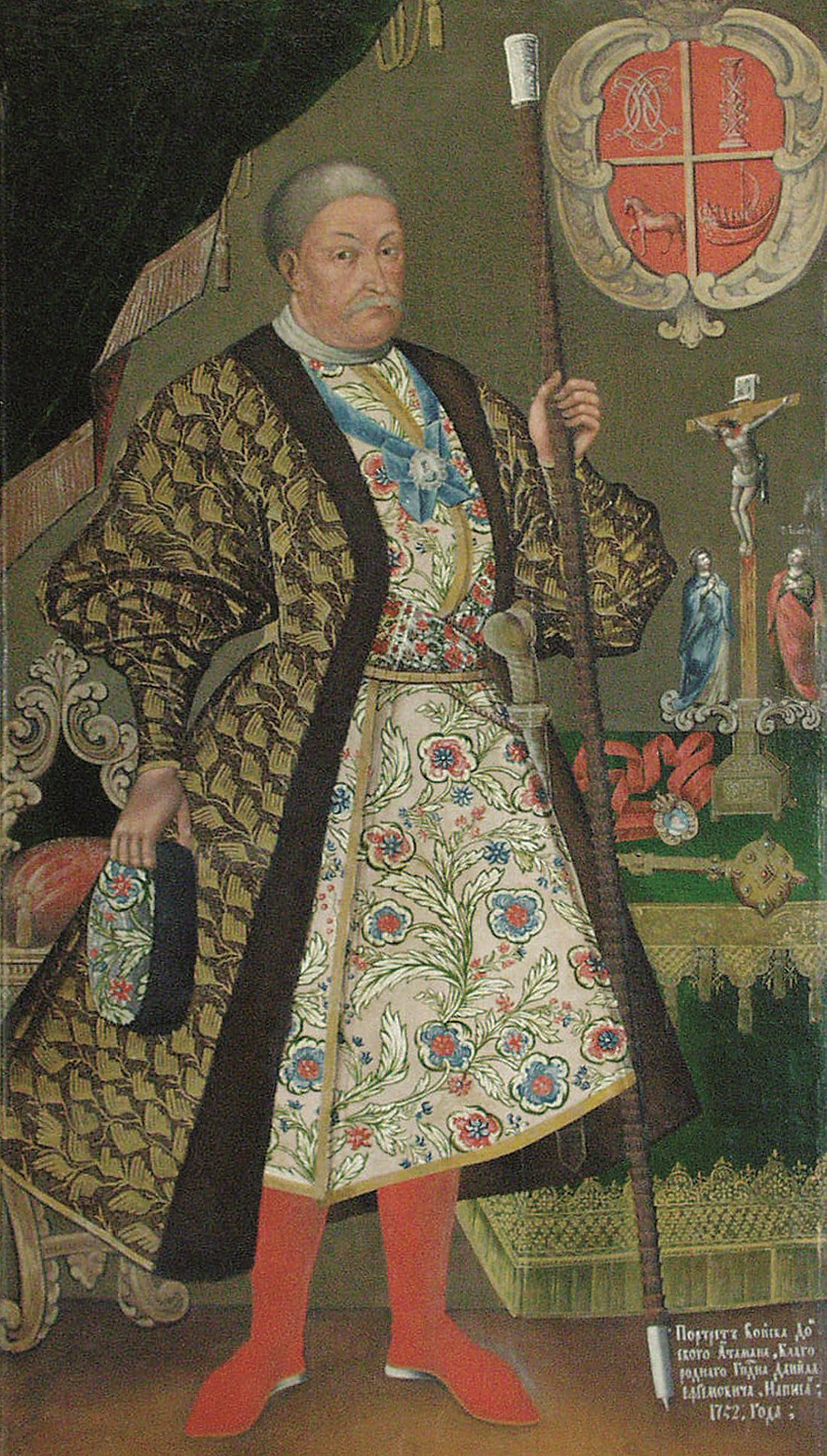
Портрет Данилы Ефремова, атамана войска Донского, до 1760 г.
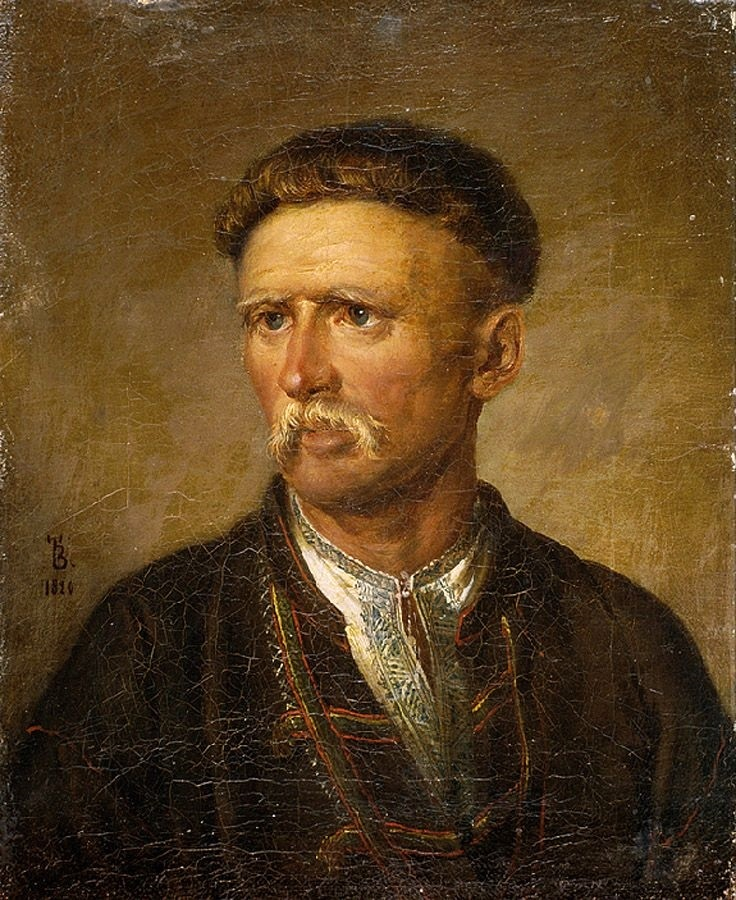
«Пожилой украинский крестьянин» (предположительный портрет Устима Кармалюка), этюд Василия Тропинина, 1818-1820 гг.
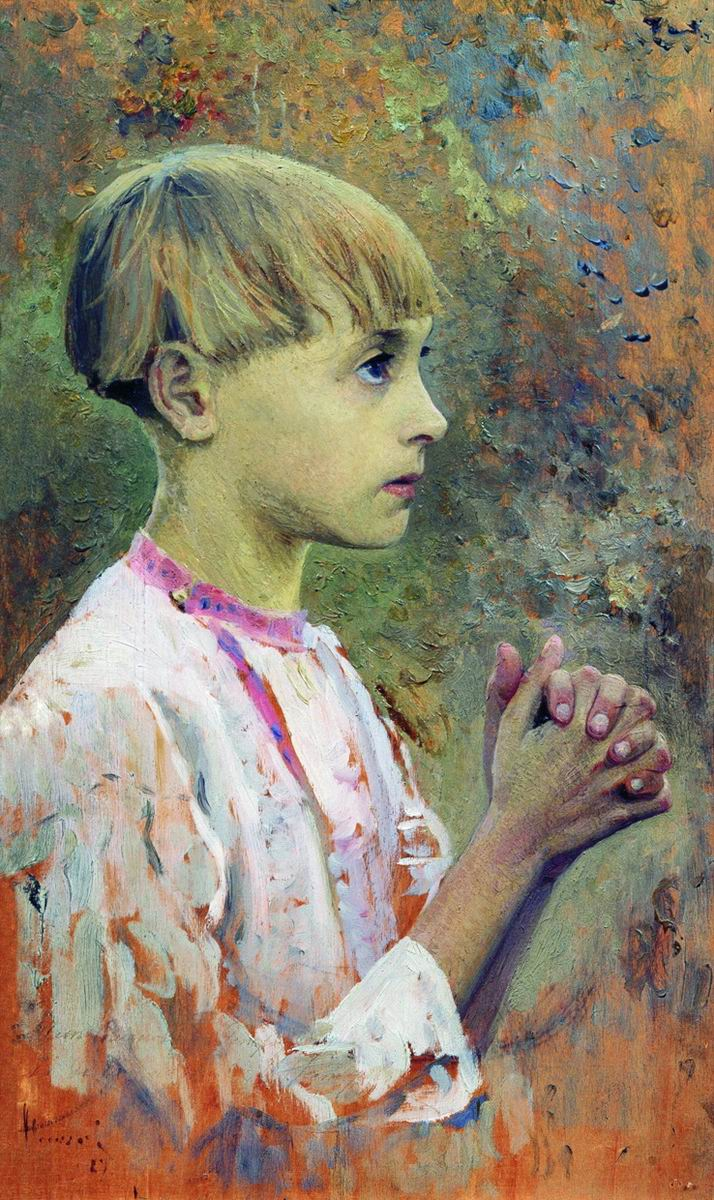
Этюд Михаила Нестерова к картине «Видение отроку Варфоломею», ок. 1888-1890 гг.
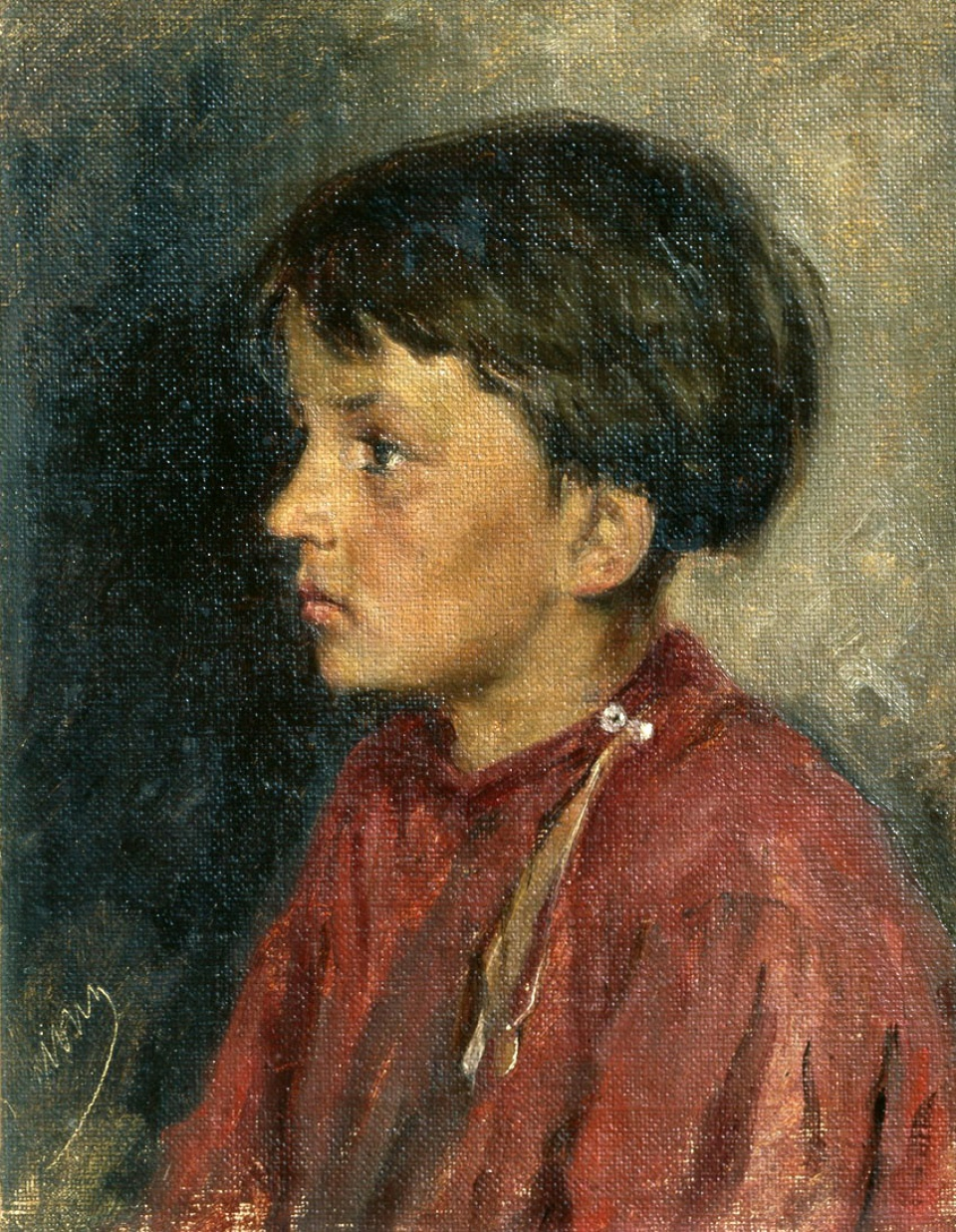
«Крестьянский мальчик», картина Павла Яковлева, конец XIX-начало XX вв.
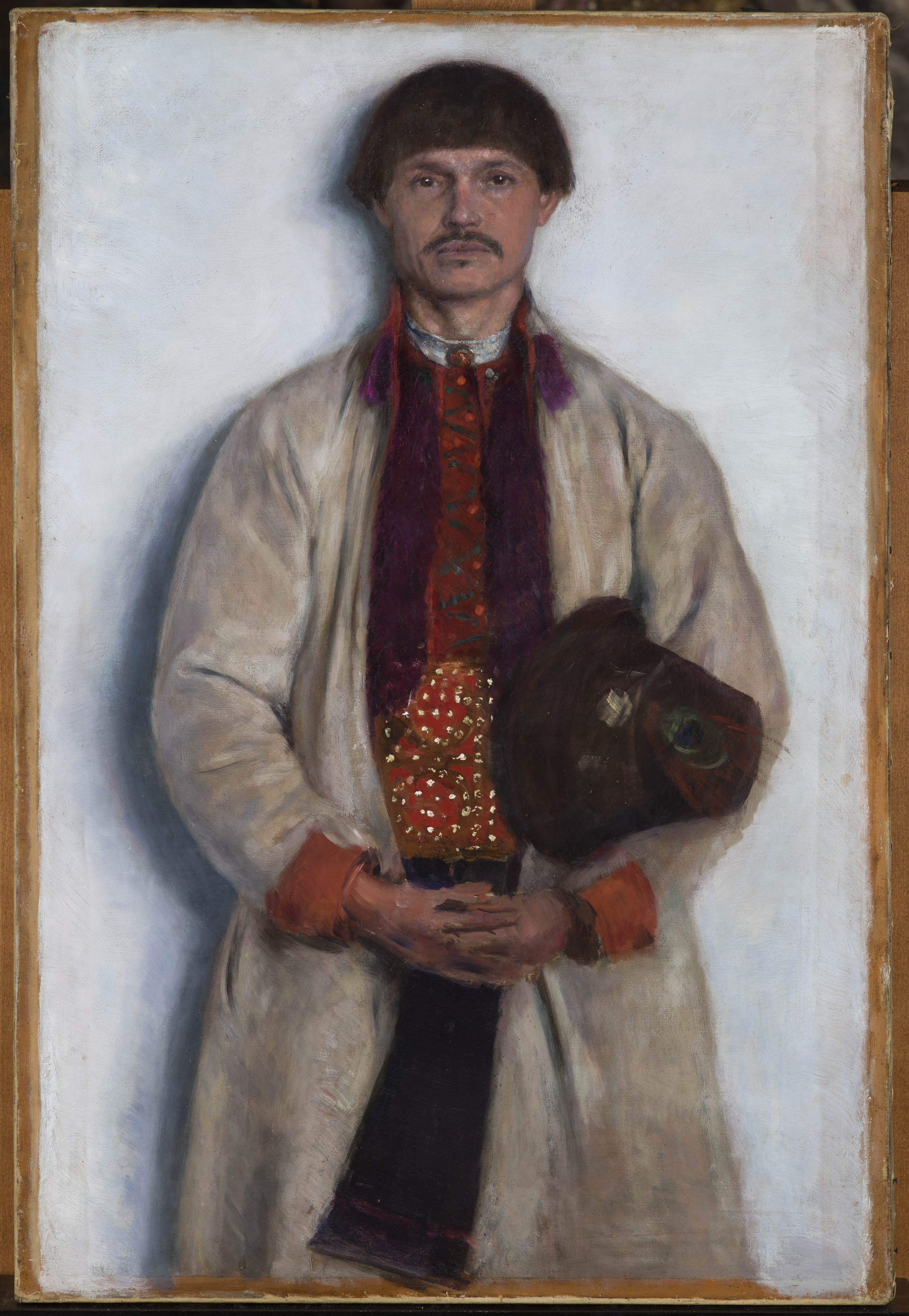
«Крестьянин из Броновиц», картина Александра Герымского, ок. 1895 г., из собрания Краковского национального музея
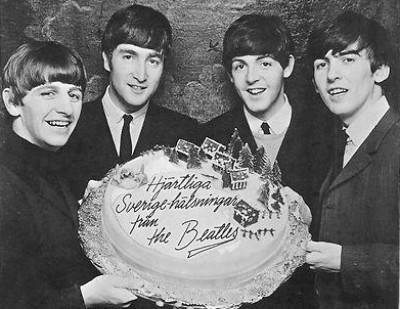
«The Beatles» в Стокгольме, 1963 год
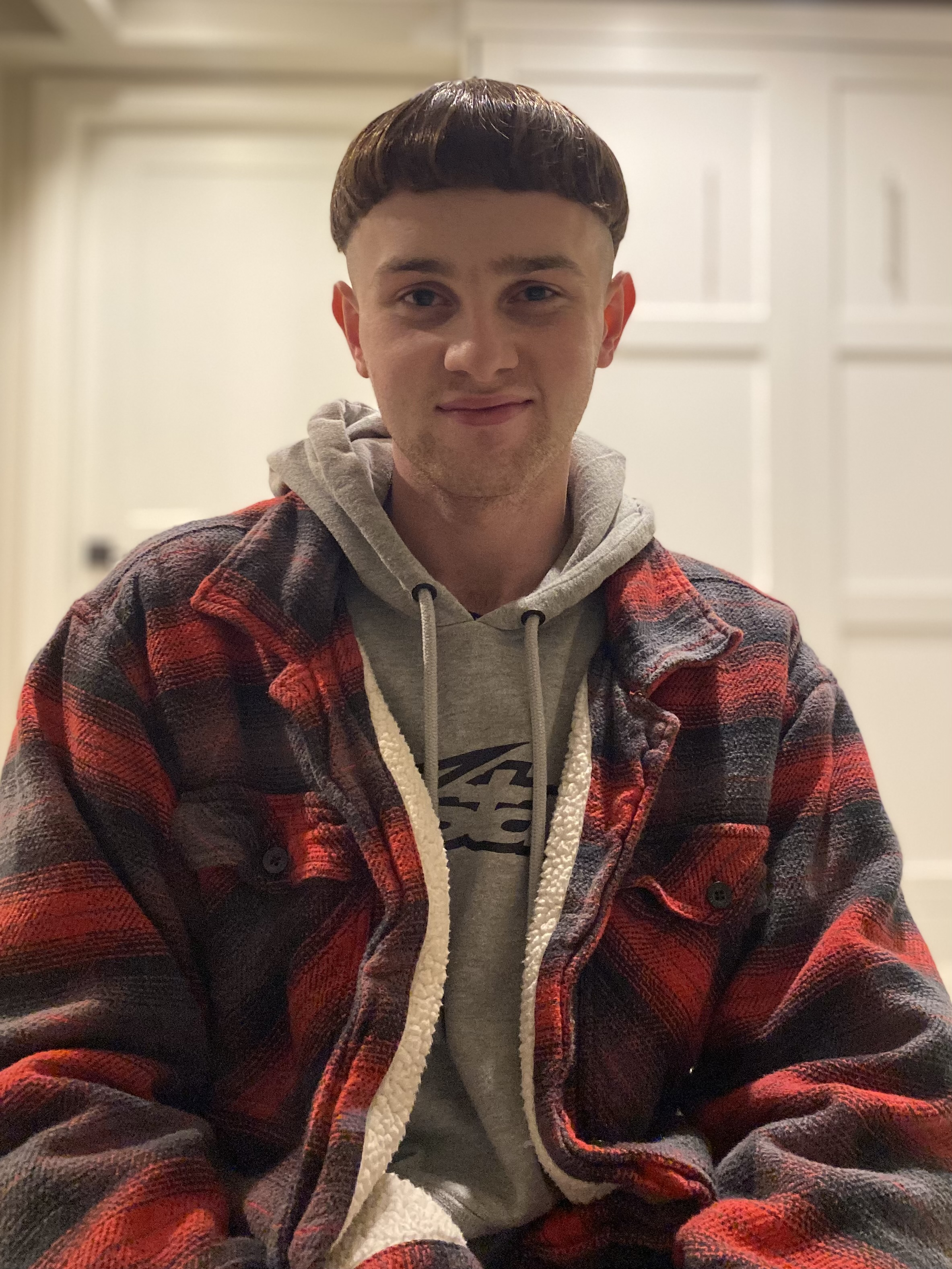
Юноша, подстриженный под горшок, 2022 г.